# ヘンリク・ハーロウ
ヘンリク・ハーロウ（Henrik Harlaut、1991年8月14日 - ）は、スウェーデンストックホルム生まれのフリースキーヤー。スロープスタイル・ビッグエアの競技者。。

## 成績
2013,2014年に開催されたWinter X Games XIXビッグエアーでゴールドメダルに輝いた。
テールバター・ノーズバターを得意にしており、ゴールドメダルに輝いた2013年のWinter X Gamesでは、スキーヤーとして初めてノーズバタートリプルコーク1620を成功し、50点中50点を出した。ソチオリンピックではスロープスタイルで決勝まで進み6位。

## スポンサー
- ARMADA
- Look Bindings
- Fulltilt boots
- モンスターエナジー
- オークリー